# Hélice-volta-hélice

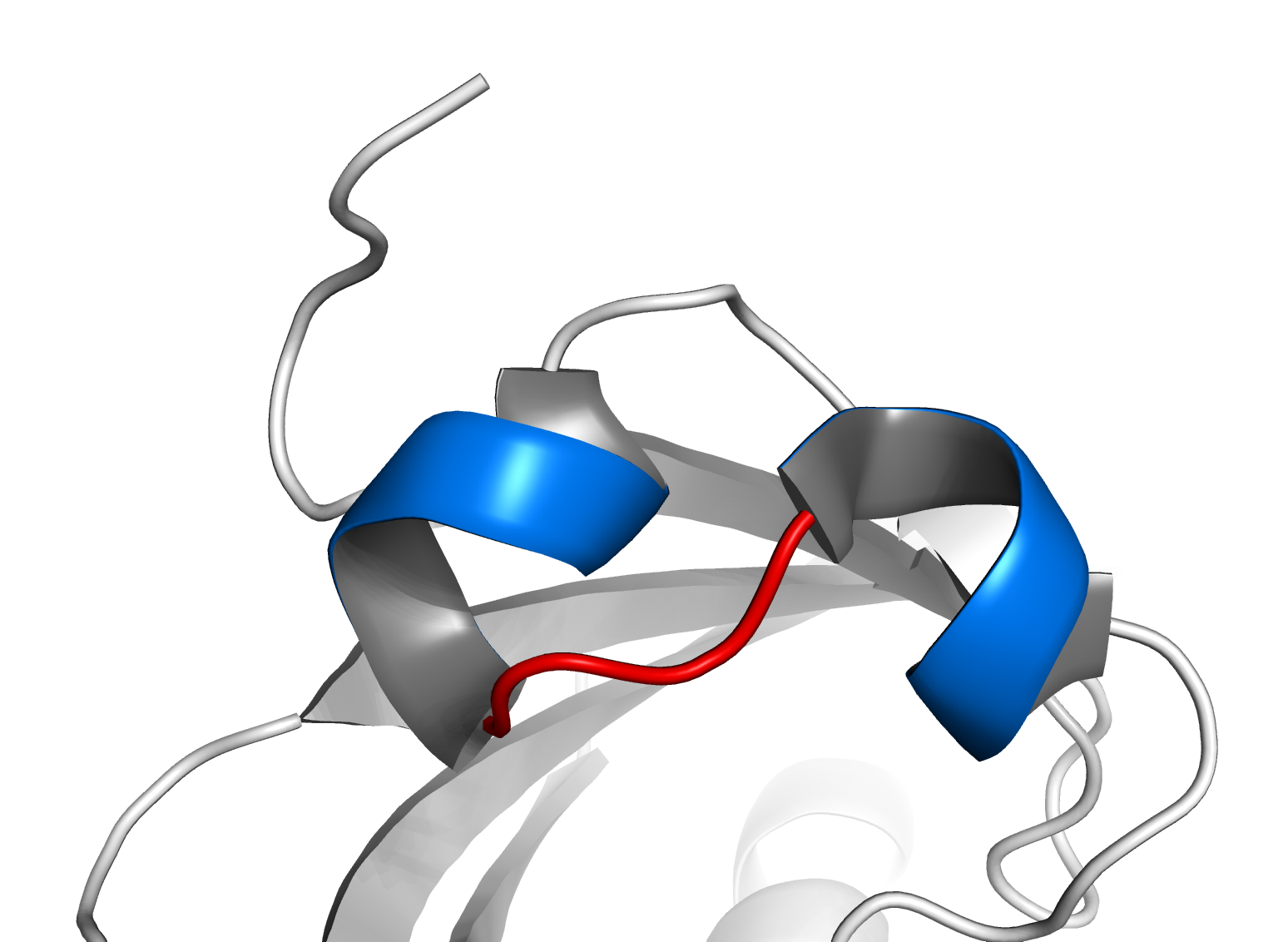
Uma hélice-volta-hélice da proteína Arh: duas alfa-hélices (azul) conectadas por uma volta (vermelho).

Uma hélice-volta-hélice é um motivo estrutural proteíco que caracteriza uma família de factores de transcrição.

## Estrutura
O motivo é caracterizado por duas alfa-hélices conectadas por uma volta. Factores de transcrição que incluem este domínio são tipicamente formados por dímeros, com cada monómero contendo uma hélice com resíduos de aminoácidos básicos que facilitam a ligação oa ADN. Uma das hélices é tipicamente menor e devido à flexibilidade da volta, permite a dimerização. A hélice maior contém normalmente as regiões de ligação ao ADN.
Proteínas com este motivo ligam-se a uma sequência de consenso denominada caixa E, CANNTG. A caixa E típica é CACGTG (palindrómica), no entanto, alguns destes factores de transcrição ligam-se a diferentes sequências, muitas vezes similares à caixa E.

## Exemplos
Exemplos de factores de transcrição que contêm uma hélice-volta-hélice básica incluem:
- BMAL-1-CLOCK
- C-Myc
- MyoD
- Pho4
- NPAS1, MOP5
- Scl, também conhecida como Tal1